# Leucania dharma
Leucania dharma là một loài bướm đêm trong họ Noctuidae.